# Гірчичнянська сільська рада
Гірчи́чнянська сільська́ ра́да — адміністративно-територіальна одиниця та орган місцевого самоврядування в Дунаєвецькому районі Хмельницької області. Адміністративний центр — село Гірчична.

## Загальні відомості
Гірчичнянська сільська рада утворена в 1925 році.
- Територія ради: 24,612 км²
- Населення ради: 733 особи (станом на 2001 рік)

## Населені пункти
Сільській раді підпорядковані населені пункти:
- с. Гірчична

## Склад ради
Рада складається з 14 депутатів та голови.
- Голова ради: Кондрат Євгена Станіславівна
- Секретар ради: Біла Світлана Михайлівна

### Керівний склад попередніх скликань
| Прізвище, ім'я, по батькові  | Основні відомості                                                 | Дата обрання | Дата звільнення |
| ---------------------------- | ----------------------------------------------------------------- | ------------ | --------------- |
| Марценюк Михайло Дем'янович  | Сільський голова, 1953 року народження, безпартійний              | 26.03.2006   | 02.06.2010      |
| Кондрат Євгена Станіславівна | Сільський голова, 1960 року народження, освіта вища, позапартійна | 31.10.2010   |                 |

Примітка: таблиця складена за даними сайту Верховної Ради України

### Депутати
За результатами місцевих виборів 2010 року депутатами ради стали:

#### За суб'єктами висування
| Суб'єкт висування | Кількість обраних депутатів | %   |
| ----------------- | --------------------------- | --- |
| Самовисування     | 14                          | 100 |

#### За округами
| № округу | Прізвище, ім'я, по батькові     | Дата визнання обраним | Освіта             | Партійна приналежність | Відомості про обраного депутата            |
| -------- | ------------------------------- | --------------------- | ------------------ | ---------------------- | ------------------------------------------ |
| 1        | Марценюк Леся Володимирівна     | 05.11.2010            | вища               | позапартійна           | Сільський будинок культури, директор       |
| 2        | Комендант Надія Іванівна        | 05.11.2010            | середня спеціальна | позапартійна           | Територіальний центр, соціальний працівник |
| 3        | Комендант Михайло Леонідович    | 05.11.2010            | середня спеціальна | позапартійний          | тимчасово не працює                        |
| 4        | Біла Світлана Михайлівна        | 05.11.2010            | вища               | позапартійна           | Гірчичнянська сільська рада, секретар      |
| 5        | Кулик Надія Василівна           | 05.11.2010            | середня            | позапартійна           | пенсіонер                                  |
| 6        | Маханькова Лариса Михайлівна    | 05.11.2010            | середня спеціальна | позапартійна           | Дитячий садок, завідувачка                 |
| 7        | Пукас Світлана Володимирівна    | 05.11.2010            | середня спеціальна | позапартійна           | Сільська бібліотека, завідувачка           |
| 8        | Гуменюк Леонід Федорович        | 05.11.2010            | середня спеціальна | позапартійний          | священик                                   |
| 9        | Воскобоєв Олександр Віталійович | 05.11.2010            | середня            | позапартійний          | ТОВ «Верест», помічник фаршозмішувача      |
| 10       | Кушлак Алла Михайлівна          | 05.11.2010            | середня спеціальна | позапартійна           | пенсіонер                                  |
| 11       | Білий Анатолій Дмитрович        | 05.11.2010            | вища               | позапартійний          | ТОВ «Верест», майстер цеху                 |
| 12       | Марценюк Валентина Михайлівна   | 05.11.2010            | середня спеціальна | позапартійна           | ТОВ «Верест», вязальниця                   |
| 13       | Кріль Микола Володимирович      | 05.11.2010            | вища               | позапартійний          | Гірчичнянська сільська рада, бухгалтер     |
| 14       | Арцаблюк Емілія Антонівна       | 05.11.2010            | середня спеціальна | позапартійна           | тимчасово не працює                        |